# The Survivors Live
The Survivors Live är ett livealbum av rock & roll-, rockabilly- och countrymusikerna Johnny Cash, Carl Perkins och Jerry Lee Lewis, utgivet i april 1982. Albumet spelades in den 23 april 1981 i Böblingen nära Stuttgart i dåvarande Västtyskland, medan Cash, Perkins och Lewis turnerade i Europa.
Cash, Perkins och Lewis hade tidigare arbetat tillsammans med Elvis Presley under Million Dollar Quartet-sessionen och skulle samarbeta igen tre år senare på albumet Class of '55 tillsammans med Roy Orbison.

## Medverkande
- Johnny Cash – sång, gitarr
- Carl Perkins – sång, gitarr
- Jerry Lee Lewis – sång, piano
- Marty Stuart – gitarr, mandolin
- Henry Strzelecki – basgitarr
- Bob Wootton, Kenneth Lovelace, Jerry Hensley – gitarr
- W.S. Holland – trummor

### Övriga medverkade
- Rodney Crowell – producent, ljudmixning

## Låtlista
| 1. | "Get Rhythm"                      | Johnny Cash                   | 3:07 |
| 2. | "I Forgot to Remember to Forget"  | Charlie Feathers, Stan Kesler | 2:44 |
| 3. | "Goin' Down the Road Feelin' Bad" | –                             | 2:59 |
| 4. | That Silver-Haired Daddy of Mine  | Gene Autry, Jimmy Long        | 3:10 |
| 5. | "Matchbox"                        | Carl Perkins                  | 3:18 |
| 6. | "I'll Fly Away"                   | Albert E. Brumley             | 4:02 |

| 1.           | "Whole Lotta Shakin' Goin' On" | Dave "Curlee" Williams, Sunny David | 4:04  |
| 2.           | "Rockin' My Life Away"         | Mack Vickery                        | 2:54  |
| 3.           | "Blue Suede Shoes"             | Carl Perkins                        | 3:07  |
| 4.           | "Peace in the Valley"          | Thomas A. Dorsey                    | 4:51  |
| 5.           | "Will the Circle Be Unbroken"  | A. P. Carter                        | 4:36  |
| 6.           | "I Saw the Light"              | Hank Williams                       | 3:25  |
| Total längd: | Total längd:                   | Total längd:                        | 42:17 |